# Mystus
Mystus es un género de peces siluriformes de la familia Bagridae del sur y este de Asia. El género fue descrito primero por Valenciennes en 1840.
Mystusestá escasamente diagnosticada. Anteriormente otros autores utilizaron Macrones para este género, pero este nombre genérico fue utilizado previamente por Coleoptera. Las relaciones filogenéticas dentro del género están mal comprendidas, aunque se ha sugerido que hay dos linajes mayores. En 2005 se confirmó que este género es parfilético.
Hay dos especies fósiles que se asignan a este género, ambas del periodo terciario temprano de la cuenca de Sanshui en Guangdong, China:
- Mystus spinipectoralis Li & Wang 1979
- Mystus dalungshanensis Li & Wang 1979

## Especies
La siguiente es la lista de especies pertenecientes a este género.
- Mystus abbreviatus (Valenciennes, 1840)
- Mystus alasensis H. H. Ng & Hadiaty, 2005[6]
- Mystus albolineatus T. R. Roberts, 1994
- Mystus ankutta Pethiyagoda, Anjana Silva & Maduwage, 2008
- Mystus armatus (F. Day, 1865)
- Mystus armiger H. H. Ng, 2004
- Mystus atrifasciatus Fowler, 1937
- Mystus bimaculatus (Volz, 1904)
- Mystus bleekeri (F. Day, 1877)
- Mystus bocourti (Bleeker, 1864)
- Mystus canarensis S. Grant, 1999
- Mystus carcio (F. Hamilton, 1822)
- Mystus castaneus H. H. Ng, 2002[2]
- Mystus cavasius (F. Hamilton, 1822)
- Mystus chinensis (Steindachner, 1883)
- Mystus cineraceus H. H. Ng & Kottelat, 2009
- Mystus dibrugarensis (B. L. Chaudhuri, 1913)
- Mystus falcarius Chakrabarty & H. H. Ng, 2005[3]
- Mystus gulio (F. Hamilton, 1822)
- Mystus horai Jayaram, 1954
- Mystus impluviatus H. H. Ng, 2003[1]
- Mystus indicus Plamoottil & Abraham, 2013[7]
- Mystus heoki Plamoottil & Abraham, 2013[7]
- Mystus keletius (Valenciennes, 1840)
- Mystus keralai Plamoottil & Abraham, 2010[8]
- Mystus leucophasis (Blyth, 1860)
- Mystus malabaricus (Jerdon, 1849)
- Mystus menoni Plamoottil & Abraham, 2013[4]
- Mystus montanus (Jerdon, 1849)
- Mystus multiradiatus T. R. Roberts, 1992
- Mystus mysticetus T. R. Roberts, 1992
- Mystus ngasep Darshan, Vishwanath, Mahanta & Barat, 2011[9]
- Mystus nigriceps (Valenciennes, 1840)
- Mystus oculatus (Valenciennes, 1840)
- Mystus pelusius (Solander, 1794)
- Mystus pulcher (B. L. Chaudhuri, 1911)
- Mystus punctifer H. H. Ng, Wirjoatmodjo & Hadiaty, 2001[10]
- Mystus rhegma Fowler, 1935
- Mystus rufescens (Vinciguerra, 1890)
- Mystus seengtee (Sykes, 1839)
- Mystus singaringan (Bleeker, 1846)
- Mystus tengara (F. Hamilton, 1822)
- Mystus velifer H. H. Ng, 2012[11]
- Mystus vittatus (Bloch, 1794)
- Mystus wolffii (Bleeker, 1851)
- Mystus zeylanicus H. H. Ng & Pethiyagoda, 2013[5]